# Apàtrida

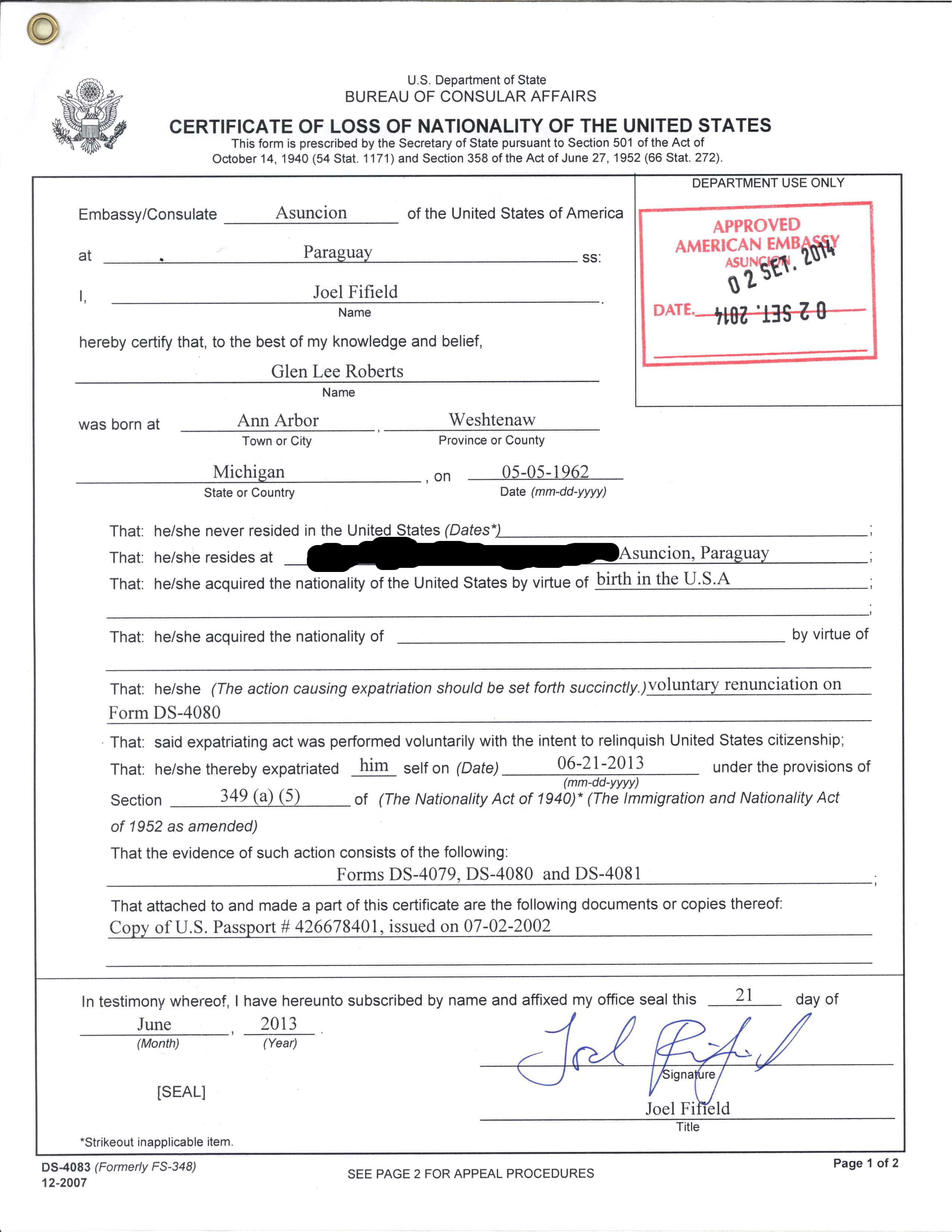
Certificat de renúncia a la nacionalitat estatunidenca expedida per l'ambaixada dels Estats Units a Asunción (Paraguai), segons el qual el signant no en posseïa cap altra i va esdevenir apàtrida.

Apàtrida (del llatí patria; lit. ‘Qui no té pàtria’) és aquella persona que no té pàtria. En l'àmbit jurídic, es refereix a qui no té cap ciutadania.
Segons la Convenció respecte de l'estatut dels apàtrides de les Nacions Unides de Nova York del 28 de setembre de 1954, un apàtrida és «tota persona que no es considerada per cap estat com a nacional seu, segons la seva legislació». Aquest estatut fou ratificat per Espanya el 24 d'abril de 1997.

## Causes

### Conflicte de dret
Les lleis de nacionalitat en conflicte són una de les causes de l'apàtrida. La nacionalitat s'adquireix generalment a través d'un dels dos modes, tot i que moltes nacions reconeixen avui tots dos modes:
- Ius soli ("dret del sòl") és un règim pel qual s'adquireix la nacionalitat a través del naixement al territori de l'estat. És comú a Amèrica.
- Ius sanguinis ("dret de sang") és un règim pel qual s'adquireix la nacionalitat mitjançant descendència, normalment d'un progenitor que és nacional. Gairebé tots els estats d'Europa, Àsia, Àfrica i Oceania concedeixen la ciutadania en néixer basat en el principi del ius sanguinis.

Una persona que no té cap dels progenitors elegibles per passar la ciutadania per ius sanguinis pot quedar apàtrida al néixer si neix en un estat que no reconeix el ius soli. Per exemple, un fill nascut fora del Canadà de dos pares canadencs, que també van néixer fora del Canadà de pares canadencs, no seria un ciutadà canadenc, ja que ius sanguinis només és reconegut per a la primera generació al Canadà. Si el fill hagués nascut a l'Índia i cap dels dos pares no tingués la ciutadania índia, el fill quedaria sense estat ja que l'Índia només confereix ciutadania als fills nascuts almenys d'un progenitor indi.

### Per sexe
Tot i que molts estats permeten l'adquisició de la nacionalitat mitjançant descendència dels pares independentment del lloc on neixi el nen, alguns no permeten que les dones concedeixin la nacionalitat als seus fills. Hi ha 27 països del món que no concedeixen la igualtat de drets a les dones per la seva nacionalitat. Això pot donar lloc a apatrídia quan el pare és apàtrida, desconegut o no pot conferir nacionalitat. Hi ha hagut canvis recents a favor de la neutralitat de gènere en les lleis de nacionalitat, inclosos els processos de reforma a Algèria, el Marroc i el Senegal. Per exemple, Algèria va modificar el seu codi de nacionalitat per derogar les limitacions de la capacitat de les mares per conferir la nacionalitat als seus fills, substituint-los per una disposició general que atorga la nacionalitat algeriana a tots els nens nascuts dins o fora de Algèria d'una mare o pare algerià. A més, la Convenció sobre l'eliminació de totes les formes de discriminació contra les dones prohibeix la discriminació per raó de sexe en la concessió de la nacionalitat.
Una mesura important per evitar l'apatrídia en néixer proporciona la nacionalitat als nens nascuts en un territori que altrament serien apàtrides. Aquesta norma està estipulada en la Convenció de 1961 sobre la reducció dels apàtrides; apareix en diversos tractats regionals de drets humans, inclosos la Convenció nord-americana sobre drets humans, la Convenció europea de nacionalitat i la Carta africana sobre els drets i el benestar de l'infant; i està implícit a la Convenció de les Nacions Unides sobre els drets de l'infant.

### Discriminació
En la majoria de situacions d'apatrídia a gran escala, l'apatrídia és fruit de la discriminació. Molts estats defineixen el seu cos de ciutadans en funció de l'ètnia, la qual cosa comporta l'exclusió de grans grups. Això viola les lleis internacionals contra la discriminació. El Comitè de les Nacions Unides per a l'eliminació de la discriminació racial va declarar l'1 d'octubre de 2014 que la "privació de ciutadania per raça, color, descendència o origen nacional o ètnic és un incompliment de les obligacions dels Estats per assegurar el dret no discriminatori del dret a la nacionalitat ".

### Successió estatal
En alguns casos, la apatrídia és conseqüència de la successió estatal. Algunes persones queden sense estat quan el seu estat de nacionalitat deixa d'existir o quan el territori on viuen es troba sota el control d'un altre estat. Aquest va ser el cas quan la Unió Soviètica es va desintegrar, i també en els casos de Iugoslàvia i Etiòpia.

### Obstacles administratius
Les persones també poden quedar sense estat a causa de problemes administratius i pràctics, sobretot quan provenen d'un grup a qui es qüestiona la nacionalitat. Les persones poden tenir dret a la ciutadania, però no poden emprendre els passos procedimentals necessaris. Poden ser obligats a pagar taxes excessives per la documentació acreditativa de la nacionalitat, a proporcionar la documentació que no els sigui disponible o a complir terminis poc realistes; o poden tenir dificultats geogràfiques o d'alfabetització.
En situacions de conflicte o post conflicte, moltes persones creuen que les dificultats per fer procediments administratius simples s'agreugen. Aquests obstacles poden afectar la capacitat de les persones per completar procediments com ara el registre de naixements, fonamentals per a la prevenció de nens apàtrides. Si bé el registre de naixement només no confereix la ciutadania a un fill, la documentació del lloc de naixement i el progenitor és fonamental per demostrar el vincle entre una persona i un estat per a l'adquisició de la nacionalitat. El Fons de Nacions Unides per a la Infància (UNICEF) va estimar el 2013 que 230 milions d'infants menors de cinc anys no s'han registrat.
No tenir constància de la nacionalitat –ésser “indocumentat” - no és el mateix que ser apàtrida, però la manca de documents d'identitat com un certificat de naixement pot provocar l'apatrídia. Molts milions de persones viuen tota la seva vida sense documents, sense que mai es posi en dubte la seva nacionalitat.
Dos factors tenen una importància especial:
- si la nacionalitat en qüestió s'ha adquirit automàticament o mitjançant alguna forma de registre
- si mai se li ha denegat la documentació a la persona perquè no és nacional.

Si s'adquireix la nacionalitat de manera automàtica, la persona és nacional independentment de la condició de documentació (tot i que a la pràctica, la persona pot tenir problemes per accedir a certs drets i serveis perquè està indocumentada, no perquè sigui apàtrida). Si cal el registre, la persona no és nacional fins que no s'hagi completat aquest procés.
Com a qüestió pràctica, com més dura la documentació d'una persona, més gran és la possibilitat que acabi en una situació en la qual cap estat no el reconegui com a nacional.

### Renúncia
En casos rars, els individus poden quedar sense estat quan renuncien a la seva ciutadania. Per exemple, "ciutadà mundial" Garry Davis, o Albert Einstein, que el gener de 1896, a 16 anys, va renunciar a la seva ciutadania alemanya després de presentar una petició a aquest efecte amb l'ajuda del seu pare, i no va ser fins al febrer de 1901 que es va acceptar la seva sol·licitud de ciutadania suïssa.) Les persones que se subscriuen a voluntaris, agoristes o altres creences filosòfiques, polítiques o religioses poden desitjar o cercar ser apàtrides. Molts estats no permeten als ciutadans renunciar a la seva nacionalitat tret que n'adquireixin una altra. No obstant això, és poc probable que els funcionaris consulars estiguin familiaritzats amb les lleis de ciutadania de tots els països, per la qual cosa pot haver-hi encara situacions en què la renúncia condueixi a la apatrídia efectiva.

### Territoris no estatals
Una causa final d'apatrídia són els territoris no estatals. Segons la definició d'una persona apàtrida, només els estats poden tenir nacionals. Com a resultat, les persones que són "ciutadanes" dels territoris no estatals són apàtrides. S'inclouen, per exemple, els residents de territoris ocupats on l'estat nacional ha deixat d'existir o mai no va sorgir en primer lloc. L'exemple més destacat són els territoris palestins. Altres són el Sàhara Occidental i Xipre del Nord (segons la interpretació del que constitueix l'estat i la sobirania). Un exemple que no implica ocupació militar és la Samoa americana.
Tot i que els apàtrides existeixen des de fa diversos segles, la comunitat internacional només s'ha preocupat de la seva erradicació des de mitjan segle xx. El 1954, les Nacions Unides van adoptar la Convenció relativa a l'estatut de les persones sense estat, que proporciona un marc per a la protecció dels apàtrides. Set anys després, les Nacions Unides van adoptar la Convenció sobre la reducció dels apàtrides. A més, una sèrie de tractats regionals i internacionals sobre drets humans garanteixen el dret a la nacionalitat, amb proteccions especials per a determinats grups, inclosos apàtrides.
Els estats obligats per la Convenció sobre els drets del nen de 1989 estan obligats a assegurar-se que tot infant adquireixi la nacionalitat. La convenció requereix que els estats apliquin aquesta disposició, en particular, quan el nen seria altrament apàtrida, i de manera que sigui de major interès.
L'estatus d'una persona que podria quedar sense estat depèn en última instància del punt de vista de l'estat respecte de la persona o d'un grup de persones. En alguns casos, l'Estat deixa clar i explícit la seva visió; en d'altres, el seu punt de vista és més difícil de distingir. En aquests casos, pot haver de confiar en evidències prima facie de la visió de l'estat, que al seu torn pot donar lloc a una presumpció d'apatrídia.

## Legislació a Espanya
L'article 9.10 del Codi Civil considera llei personal dels que no posseeixen de nacionalitat o la tenen indeterminada, la llei del lloc de residència habitual.
El Reglament de Reconeixement d'Estatut d'Apàtrida disposa que es reconeix l'estatus d'apàtrida a tota persona que no sigui considerada com a nacional seu per cap estat, respecte a la seua legislació, i manifesti la manca de nacionalitat.
L'estatut d'apàtrida es rebutjarà automàticament quan es produeixi algun dels següents fets:
- Que l'apàtrida haja obtingut la nacionalitat espanyola.
- Que l'apàtrida haja estat considerat nacional per altre estat o l'estat on haja fixat la seua residència li reconega drets i obligacions anàlogues a la possessió de la nacionalitat del mateix estat.
- Que sigui reconeguda l'estança i permanència al territori d'altre estat que li haja documentat com a apàtrida.